# Boston Society of Film Critics Award für den besten neuen Filmemacher
Der Preis für den besten neuen Filmemacher der Boston Society of Film Critics wird seit 1996 verliehen. Seit 2004 wird er zu Ehren von David Brudnoy (1940–2004) vergeben, der zu den Gründungsmitgliedern der BSFC gehörte.
| Jahr | Gewinner                         | Film                                      |
| ---- | -------------------------------- | ----------------------------------------- |
| 1996 | Campbell Scott und Stanley Tucci | Big Night                                 |
| 1997 | Paul Thomas Anderson             | Boogie Nights                             |
| 1998 | Carine Adler                     | Under the Skin                            |
| 1999 | Kimberly Pierce                  | Boys Don’t Cry                            |
| 2000 | Kenneth Lonergan                 | You Can Count on Me                       |
| 2001 | Michael Cuesta                   | L.I.E. – Long Island Expressway           |
| 2002 | Peter Care                       | Lost Heaven                               |
| 2003 | Andrew Jarecki                   | Capturing the Friedmans                   |
| 2004 | Jonathan Caouette                | Tarnation                                 |
| 2005 | Joe Wright                       | Stolz und Vorurteil                       |
| 2006 | Ryan Fleck                       | Half Nelson                               |
| 2007 | Ben Affleck                      | Gone Baby Gone – Kein Kinderspiel         |
| 2008 | Martin McDonagh                  | Brügge sehen… und sterben?                |
| 2009 | Neill Blomkamp                   | District 9                                |
| 2010 | Jeff Malmberg                    | Marwencol                                 |
| 2011 | Sean Durkin                      | Martha Marcy May Marlene                  |
| 2012 | David France                     | How to Survive a Plague                   |
| 2013 | Ryan Coogler                     | Nächster Halt: Fruitvale Station          |
| 2014 | Dan Gilroy                       | Nightcrawler – Jede Nacht hat ihren Preis |
| 2015 | Marielle Heller                  | The Diary of a Teenage Girl               |